# Lady Chatterleys Liebhaber (2022)
Lady Chatterleys Liebhaber (Originaltitel: Lady Chatterley’s Lover) ist ein Spielfilm von Laure de Clermont-Tonnerre aus dem Jahr 2022. Die Hauptrollen in dem historischen Liebesfilm nach dem gleichnamigen Roman von D. H. Lawrence übernahmen Emma Corrin und Jack O’Connell.
Die britisch-US-amerikanische Koproduktion wurde am 2. September 2022 beim US-amerikanischen Telluride Film Festival uraufgeführt. Im Dezember 2022 wurde der Film beim Streaminganbieter Netflix veröffentlicht.

## Handlung
Nach der Heirat mit Baronet Clifford Chatterley zieht Constance Reid mit ihrem Mann von London in das vornehme Gut Wragby der Chatterleys. Am Tag nach der Hochzeit muss Clifford in den Ersten Weltkrieg einrücken. Wie er zurückkehrt, ist er von der Hüfte abwärts gelähmt und auf intensive Pflege angewiesen. Connie versucht, ihn zu pflegen, merkt bald, dass ihr sein Handicap und sein Mangel an Zuneigung sehr zu schaffen machen. Um trotz seiner Impotenz einen Erben zu bekommen, wäre Cliff damit einverstanden, dass sich Connie von einem Fremden schwängern lässt.
Connies Schwester Hilda kommt zu Besuch, bemerkt die Erschöpfung ihrer Schwester und stellt Mrs. Bolton als Haushälterin ein. Eines Tages trifft Connie den Wildhüter Oliver Mellors, der in einem bescheidenen Haus auf dem Grundstück wohnt. Seine Frau hat ihn verlassen und wohnt mit einem anderen Mann zusammen, Ned. Sie will sich nicht scheiden lassen, weil sie so noch Anspruch auf die Hälfte seiner Rente als ehemaliger Soldat hat.
Die Begegnung zwischen Constance und dem Wildhüter wird bald zu einer intensiven Liebesbeziehung mit leidenschaftlichem Sex. Als Connie bemerkt, dass sie schwanger ist, will sie mit ihrer Schwester nach Venedig reisen, um dort scheinbar die mit Clifford besprochene Affäre zu haben und schwanger zurückzukehren. Mittlerweile verbreitet sich um Wragby das Gerücht, dass Connie versuchen soll, schwanger zu werden, auch Oliver vernimmt davon. Er wirft Connie vor, ihn benutzt zu haben, um ein Kind zu bekommen.
Hilda kommt, um ihre Schwester für die Reise abzuholen. Sie lernt Oliver kennen und ist enttäuscht von seinem einfachen Leben. Connie verbringt die Nacht bei ihm. Ned kommt während Olivers Abwesenheit ins Cottage vorbei, um den Anteil seiner Kriegsrente zu fordern. Er findet Beweise, dass Connie im Haus gewesen ist und erzählt dies im Pub. Clifford erfährt davon und entlässt Oliver, kurz bevor Connie nach Venedig aufbrechen will. Die beiden versprechen, sich wieder zu treffen. Oliver verlässt das Anwesen, ohne zu sagen, wohin er will. Von Clifford verlangt sie die Scheidung, sie ertrage seinen Mangel an Zuneigung nicht länger. Zudem sei sie von Oliver schwanger. Clifford weigert sich, sich scheiden zu lassen. Vor Connies Abreise nach Venedig verspricht Mrs. Bolton, ihr bei der Suche nach Oliver zu helfen.
Nach Connies Rückkehr nach England gibt ihr Hilda einen Brief von Oliver, der mittlerweile in Schottland auf dem Land lebt und dort Arbeit gefunden hat. Connie fährt sofort los, findet ihn und beide fallen sich glücklich in die Arme.

## Hintergrund
Lady Chatterleys Liebhaber ist der zweite Spielfilm der französischen Regisseurin Laure de Clermont-Tonnerre, die bis Mitte der 2000er-Jahre überwiegend als Schauspielerin tätig war. Das Drehbuch zum Film basiert auf D. H. Lawrence’ gleichnamigem Roman aus dem Jahr 1928, der bereits mehrfach verfilmt wurde. Der Oscar-nominierte Drehbuchautor David Magee wurde mit einer Adaption beauftragt. Das Filmprojekt wurde Ende Juni 2020 der Öffentlichkeit vorgestellt.
Für die Hauptrollen der Lady Chatterley wurde die britische Schauspielerin Emma Corrin verpflichtet. Nach dem Erfolg als Prinzessin Diana in der Fernsehserie The Crown verhandelte Corrin ab März 2021 über die Rolle. Mitte August wurde die Verpflichtung Corrins sowie von Jack O’Connell als den Filmliebhaber Mellors und von Matthew Duckett als Lady Chatterleys Ehemann Clifford bekanntgegeben. Mitte September 2021 schlossen sich Joely Richardson als Mrs. Bolton, Ella Hunt als Mrs. Flint und Faye Marsay als Hilda dem Projekt an. Richardson hatte 1993 in dem britischen Fernsehmehrteiler Lady Chatterley von Ken Russell die Titelrolle übernommen.
Für die Produktion zeichneten Laurence Mark, Peter Czernin und Graham Broadbent für Blueprint Pictures in Zusammenarbeit mit Elizabeth Gabler für Sonys Unternehmen 3000 Pictures. Lady Chatterleys Liebhaber wurde als erstes Projekt einer neuen Partnerschaft zwischen Sony Pictures und dem Streaminganbieter Netflix vorgestellt. Danach soll Netflix ein Erstverwertungsrecht an allen Filmen von Sony für den Streamingmarkt besitzen.
Die Dreharbeiten waren ab Herbst 2021 im Vereinigten Königreich vorgesehen. Kameramann war Benoît Delhomme. Für die Filmmusik zeichnete Isabella Summers verantwortlich.

## Rezeption und Veröffentlichung
Noch vor Bekanntgabe eines Veröffentlichungstermins wurde Emma Corrin von amerikanischen Branchendiensten als Favorit für die Oscarverleihung 2023 gehandelt. Die Uraufführung fand am 2. September 2022 im Rahmen des Filmfestivals von Telluride statt.
Von den bei Rotten Tomatoes nach der Premiere aufgeführten weniger als ein halbes Dutzend Kritiken sind alle positiv („fresh“). Auf der Website Metacritic erhielt Lady Chatterleys Liebhaber eine Bewertung von 66 Prozent Zuspruch, basierend auf beinahe der gleichen Anzahl ausgewerteter englischsprachiger Kritiken. Dies entspricht „allgemein positive Bewertungen“ („generally favorable reviews“).